# Rehnenhof-Wetzgau
Rehnenhof-Wetzgau ist ein Stadtteil von Schwäbisch Gmünd in Baden-Württemberg und vereint unterschiedliche Siedlungsarten. Während Wetzgau ein klassisches Haufendorf mit mittelalterlichem Ortskern darstellt, ist Rehnenhof eine moderne Trabantenstadt des 20. Jahrhunderts. 1938 wurden das zuvor zur Gemeinde Großdeinbach gehörende Wetzgau und die noch weitgehend unbebaute Gemarkung Rehnenhof zu einem neuen Stadtteil zusammengelegt. Im Gegensatz zu den übrigen zehn Stadtteilen gehören zu Rehnenhof-Wetzgau keine weiteren Wohnplätze oder Gehöfte.

## Geographie

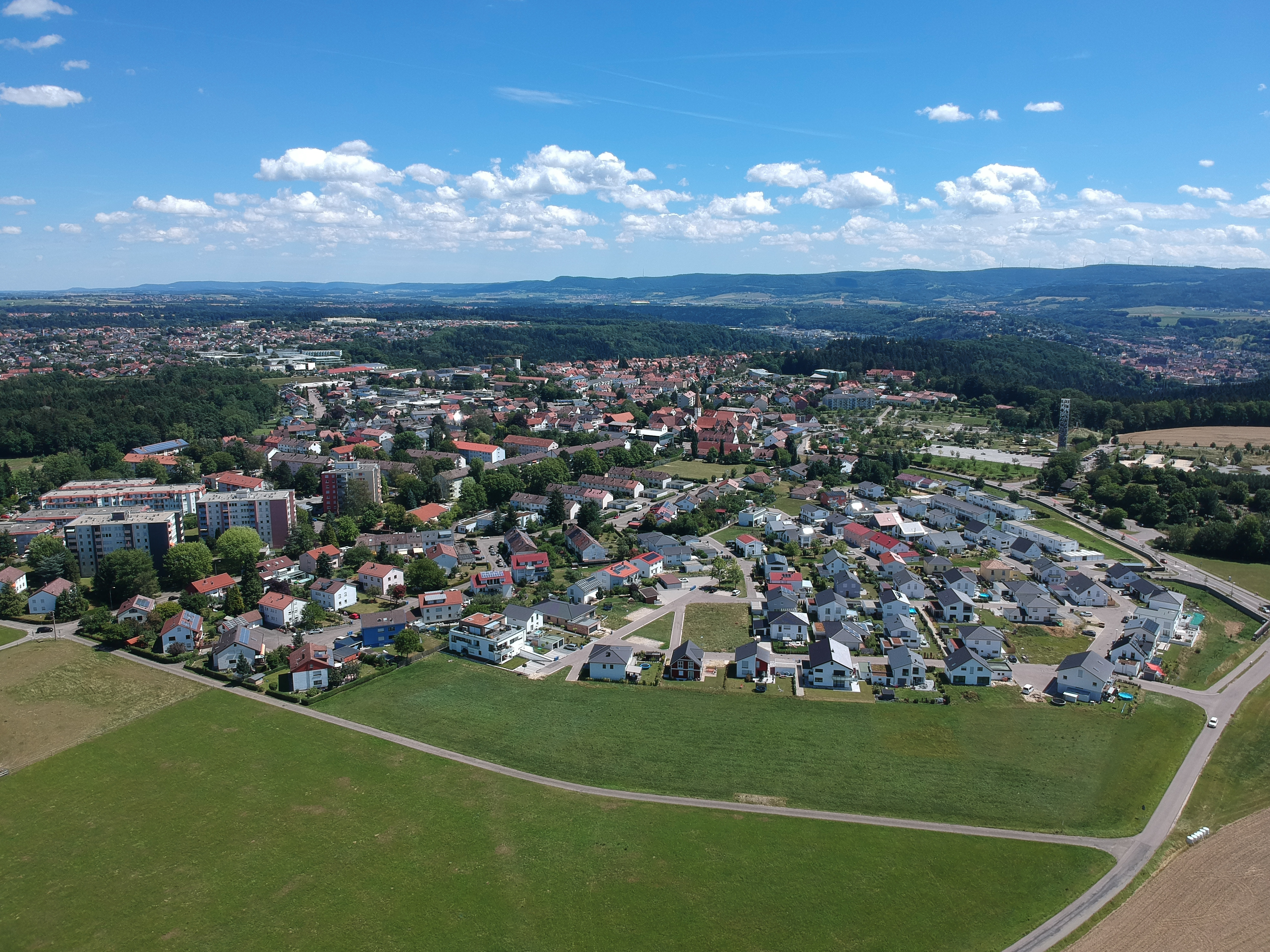
Rehnenhof-Wetzgau aus westlicher Richtung

Der Stadtteil Rehnenhof-Wetzgau liegt etwa zweieinhalb Kilometer nordwestlich von Schwäbisch Gmünd in einer Mulde der zu den Alfdorf-Welzheimer Platten gehörenden Lias-Hochfläche. Die höchste Stelle befindet sich auf 466 Meter, beim Wasserbehälter Wetzgau im Waldgebiet Laichle. Im Norden (Waldau), Westen und Südwesten (Wustenriet) grenzt Rehnenhof-Wetzgau an den Stadtteil Großdeinbach, im Süden, größtenteils durch das Naherholungsgebiet Taubental getrennt, an die Kernstadt. Der östliche Nachbar ist die Gemeinde Mutlangen.

## Geschichte
Da das Gebiet des heutigen Ostalbkreises während der Hallstattzeit dicht besiedelt war, werden auch in der Umgebung der Koloman-Linde verebnete Grabhügel dieser Epoche vermutet.
Auch die Römer hinterließen im Bereich des heutigen Stadtteils ihre Spuren. So zog sich zwischen 150 und 260 n. Chr. die römische Grenzbefestigung Limes durchs nahe Taubental und quer durch die heutige Rehnenhofsiedlung, um das Reich gegen die Alemannen zu schützen.

### Wetzgau

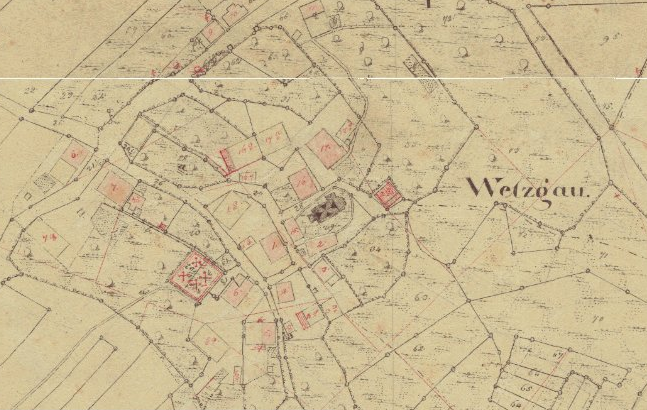
Karte von Wetzgau um 1830

Das Dorf Wetzgau wurde unter staufischer Herrschaft 1266 erstmals indirekt urkundlich erwähnt, als ein „Berngerus de Weggeshaine“ zugunsten des Klosters Adelberg auf diverse Rechte und Güter verzichtete. Im genannten Bernger wird ein Angehöriger einer ortsadligen Familie vermutet, von der aber keine weiteren Spuren erhalten sind.
1301 wird als Stadtschultheiß von Lorch ein B. dictus de Wexhain und 1347 im Zusammenhang einer Übertragung von Einkünften an das Kloster Gotteszell ein Gebäude in Schwäbisch Gmünd als „Wegkshaims hus“ genannt.
Im späten 16. Jahrhundert setzt sich der erstmals 1545 erwähnte Ortsname „Wetzgen“ durch.
1382 ist in einer Urkunde von einem Gothus zu Wegschain die Rede. Gemeint war die alte Pfarrkirche. Das baufällige Kirchlein wurde abgerissen und 1447 durch ein neues Gotteshaus ersetzt, die Kolomankirche. In diesem prächtigen gotischen Bauwerk sind noch Reste der romanischen Bausubstanz zu erkennen. Rundherum gruppieren sich die Bauernhöfe und Wohnhäuser von Alt-Wetzgau. Besucher des Ortskerns können noch nachempfinden, welche Bedeutung die Kolomankirche für die Dorfbewohner hatte. Hinter ihren Mauern suchten die Menschen nicht nur Gottes Hilfe und seelsorgerischen Zuspruch, sondern in Kriegszeiten auch Schutz und gemeinsame Verteidigung.
Wetzgau gehörte den Herren von Rechberg, die aber im späten Mittelalter weite Teile ihrer Herrschaft veräußerten. Bereits 1424 gehörte die Hälfte des großen Zehnten im Ort einem Gmünder Bürger. Ulrich von Rechberg verkaufte 1445 weitere Rechte in Wetzgau. Die Dorfordnung von 1553 bestätigt das Kondominat der drei Herrschaften Rechberg, Kloster Lorch und Reichsstadt Schwäbisch Gmünd. 1552 trat Hans Wolf von Rechberg und Rothenlöwen die letzten Rechbergischen Rechte an das Spital in Gmünd ab.
Nachdem das Kloster Lorch im Zuge der Reformation aufgelöst worden war, trat der Herzog von Württemberg als Rechtsnachfolger Lorchs im Ort auf, der sich bis zum Ende des Heiligen Römischen Reiches die Rechte in Wetzgau mit den Gmündern teilte. Im Gegensatz zu Lorch blieb Wetzgau allerdings katholisch.
1634 wurde das Dorf von schwedischen Truppen besetzt und geplündert. Viele Gebäude wurden zerstört. Der Turm der Kolomankirche wurde 1675 wieder aufgebaut. 1803 kam Wetzgau zu Württemberg, das den Ort 1824 der Gemeinde Großdeinbach im Oberamt Welzheim zuordnete.
1909 wurde Wetzgau zusammen mit Großdeinbach, Kleindeinbach, Hangendeinbach, Waldau und Wustenriet an die Gruppenwasserversorgung angeschlossen.

### Rehnenhof

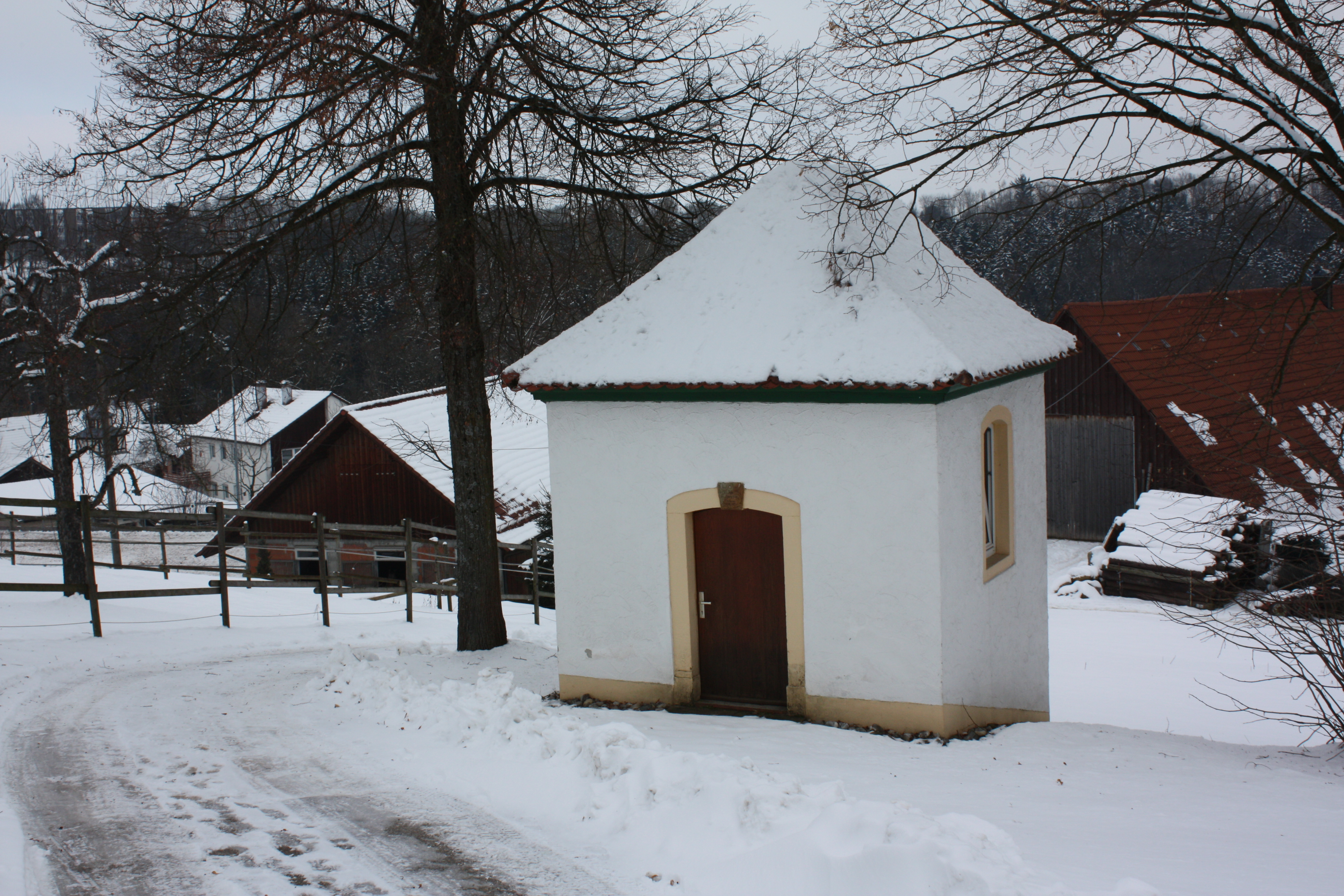
Die Rehnenhofkapelle von 1801. Im Hintergrund das Gehöft Rehnenhof

Das Gebiet des heutigen Rehnenhofs war bis auf ein Hofgut unbebaut. Vermutlich handelt es sich um das Gut Höflin, das 1419 der Gmünder Bürger Jos von Brogenhofen an die Stadt Schwäbisch Gmünd verkaufte. An die Existenz dieses Gutes erinnert heute noch der Flurname „Höfle“. Die übrige Gemarkung war bis zum Ende der Reichsstadtzeit zwischen der Reichsstadt Schwäbisch Gmünd und den Grafen von Rechberg geteilt. Letztere vergaben zeitweise ihren Besitz als Lehen an Schwäbisch Gmünd. Um 1700 war der Rehnenhof der einzige zur Reichsstadt Gmünd gehörende Hof, der sich außerhalb der Stadtmauern befand. Die katholischen Bewohner des Hofes waren nach Wetzgau eingepfarrt.
Lutz Reichardt hat als Erstbeleg des Rehnenhofs die Oberamtsbeschreibung von 1870. Es gibt aber sicher noch frühere Belege, etwa Renhof bei Andreas Buchner 1821.

### Rehnenhof-Wetzgau
Um der Wohnungsnot im Stadtgebiet zu begegnen, beschloss am 28. März 1935 der Gemeinderat von Schwäbisch Gmünd, für eine Ansiedlung auf dem Rehnenhof dort das Vorkaufsrecht auszuüben. Ursprünglich war vorgesehen, die Siedlung entlang der Mutlanger Straße anzulegen. Hierfür wurden bereits 1936 die ersten Siedler ausgewählt und eine Wasserleitung vom Lindenfirst her gelegt. Allerdings riet der Landesgeologe wegen der Rutschgefahr von diesem Standort ab und schlug stattdessen als Baugebiet die Hochfläche entlang der Straße nach Wetzgau vor.
Im Januar 1937 konnten die ersten 17 Siedlerfamilien ihre Wohnungen auf dem Rehnenhof beziehen. Für das weitere Bauvorhaben wurden jedoch zwei Äcker benötigt, die zu Wetzgau und somit auch zum Oberamt Welzheim gehörten. Nachdem Bürgermeister Glos von Großdeinbach eine Änderung der Markungsgrenze abgelehnt hatte, wurde Wetzgau mit einer Markungsfläche von 224 Hektar am 1. April 1938 kurzerhand nach Schwäbisch Gmünd eingemeindet.
1938 zogen 13 weitere Familien nach Rehnenhof, einen größeren Aufschwung konnte die Siedlung allerdings zunächst nicht verzeichnen.
Auch die Firma Schenk Werkzeugbau, die 1937 ein Zweigwerk im Notstandgebiet Schwäbisch Gmünd errichtete, ließ 1940/41 auf dem Rehnenhof sogenannte Schenk-Häuser bauen, die von der Firma mitfinanziert und später an Werksangehörige übergeben wurden. Dadurch erhielten 50 Familien ein Eigenheim. Die Willy-Schenk-Straße in Rehnenhof erinnert an diesen Vorgang.
Am 19. April 1945 besetzten nach einem kurzen Gefecht mit einem Zug des in Gmünd stationierten Bau-Ersatz-Bataillons US-Panzertruppen Wetzgau, eine zweite Panzerwelle nahm kampflos Rehnenhof ein. Damit hatten die alliierten Streitkräfte das Stadtgebiet von Schwäbisch Gmünd erreicht. Von Rehnenhof aus beschossen die Panzer die Hardtkaserne, ein im Laichle in Stellung gegangenes Artillerieregiment nahm den Rechberg unter Feuer und beschädigte die dortige Wallfahrtskirche. Von Wetzgau aus stießen die US-Streitkräfte weiter zunächst nach Wustenriet und später nach Schwäbisch Gmünd vor.
Nach dem Zweiten Weltkrieg wurden verstärkt Heimatvertriebene in Rehnenhof-Wetzgau angesiedelt. Einwohner und Heimatvertriebene schlossen sich 1950 zu einer Baugemeinschaft zusammen. Zu diesem Zeitpunkt zählte der Stadtteil bereits rund 700 Einwohner, 100 Gebäude und 11 Doppelhäuser. Die wachsende Siedlung erhielt ab 1952 eine Schule. 1953 wurde die Martin-Luther-Kirche errichtet, 1960 folgt der Bau der Maria-Königin-Kirche, die 1970 mit der Kirchengemeinde St. Koloman in Wetzgau zur neuen Gemeinde St. Maria Wetzgau-Rehnenhof zusammengelegt wurde. Die drei Kirchen bilden heute auf den Ortsbegrüßungstafeln die Wahrzeichen des zusammengewachsenen Stadtteils. Die Kolomankirche mit ihrem weithin sichtbaren Turm haben jedoch alle Bürger des Stadtteils als historisches Herzstück ihres Ortes vor Augen. Seit 1994 findet zur Adventszeit ein „Eine-Welt-Markt“ der Kirchengemeinde St. Maria Wetzgau-Rehnenhof zugunsten der „Dienerinnen der Armen“ in Indien statt.
Zu Zeiten der Atomraketenstationierung und Proteste im nahen Mutlangen war Wetzgau durch das hinter dem Wald „Laichle“ zeitweise errichtete Friedenscamp bekannt geworden.
Am 23. Oktober 2013 ist Rehnenhof-Wetzgau von einem Stadtbezirk zu einem Stadtteil aufgewertet worden.

## Politik
Ortsvorsteherin von Rehnenhof/Wetzgau ist Dr. Ute-Angela Schütte von der Bürgerliste Rehnenhof/Wetzgau.

### Ortschaftsrat
Der Ortschaftsrat setzt sich wie folgt zusammen (Stand Oktober 2024):
- Bürgerliste: 9
- Aktive Bürgerliste: 3

### Wappen
| Wappen von Rehnenhof-Wetzgau | Blasonierung: „In Rot eine linksschräge blaue Wellenleiste; vorn oben eine auffliegende silberne (weiße) Taube, hinten unten ein linksschräges grünes Lindenblatt.“ |
| Wappen von Rehnenhof-Wetzgau | Wappenbegründung: Die Taube steht redend für das Naturschutzgebiet Taubental sowie die Friedensschule in Rehnenhof. Der Wetzgauer Bach (Wellenleiste) verbindet beide Ortsteile; das Lindenblatt für Wetzgau erinnert an die drei Kolomanslinden, welche auf 456 m Höhe im Ortsgebiet stehen. Das Wappen wird seit 2016 geführt. Es verstößt gegen die heraldische Regel "keine Farbe an Farbe". |

Die Flaggenfarben sind rot-weiß.

## Wirtschaft und Infrastruktur

### Verkehr
In Rehnenhof quert die Kreisstraße 3268 die B 298, die wiederum Gaildorf und Schwäbisch Gmünd verbindet.
Die Linie 6 (Schwäbisch Gmünd – Kleindeinbach) der Stadtbus Gmünd bedient mehrere Haltestellen in Rehnenhof und Wetzgau. Der vor allem durch die zahlreichen Siedlerfamilien schnell anwachsende Stadtteil sorgte ab 1957 für steigende Fahrgastzahlen im Stadtverkehr Schwäbisch Gmünd.
Auch die Linien 61, 62, 63 und 266 der FahrBus Gmünd fahren Rehnenhof an.

### Ansässige Unternehmen

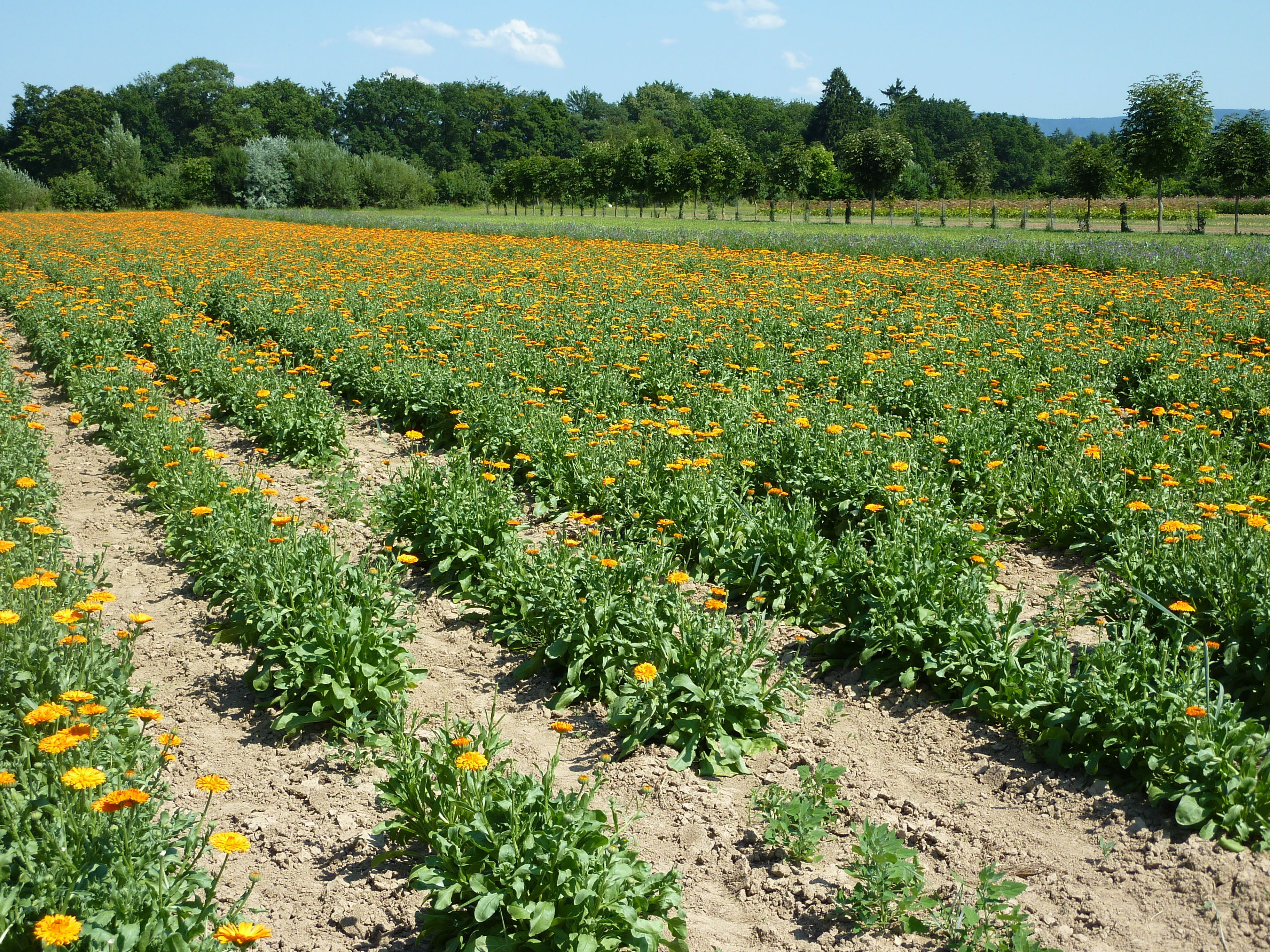
Weleda-Heilgarten in Rehnenhof-Wetzgau

Das Gewerbegebiet Im Spagen beherbergt mehrere Unternehmen.
In Wetzgau befinden sich die Heilgärten und das Besucherzentrum der Weleda AG. Ein ursprünglich für den Standort Wetzgau geplantes Produktionsgebäude wird auf dem Gügling in Bettringen gebaut.

## Kultur und Sehenswürdigkeiten

### Grünanlagen

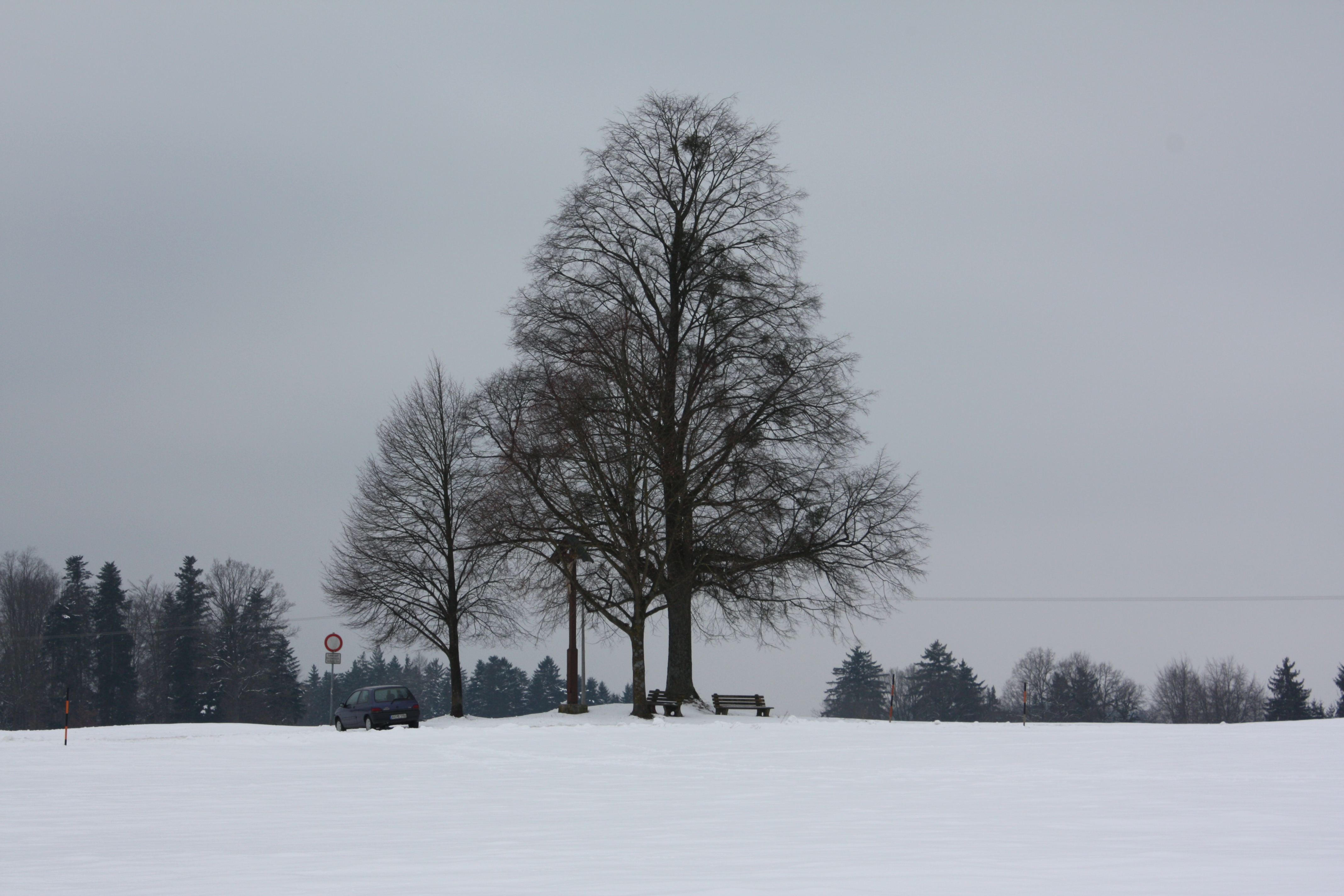
Kolomanlinden

Der Stadtteil grenzt direkt an das Naherholungsgebiet Taubental, ein stadtnahes Mischwaldgebiet mit dem 2,5 km langen ErlebnisWaldpfad NATURATUM.
Als Teil der Landesgartenschau 2014 wird in Zusammenarbeit mit dem Pharma- und Kosmetikunternehmen Weleda für 1,8 Millionen Euro am Fußweg zwischen den Heilgärten und Rehnenhof der Landschaftspark Wetzgau-West eingerichtet.
Zwischen Großdeinbach und Wetzgau stehen auf 456 m Höhe die Kolomanuslinden, eine Gruppe dreier freistehender Linden mit einem Feldkreuz. Im 18. Jahrhundert trafen sich am Kolomanfest an Pfingstmontag hunderte von Reitern, um im feierlichen Zug von den Kolomanslinden nach Wetzgau zu ziehen. Über die Hintergründe der Reiterprozession sind keine schriftlichen Zeugnisse erhalten. Es wird vermutet, dass es sich hierbei um einen kurzlebigen Versuch handelte, um Besucher von der Reiterprozession in Böhmenkirch nach Wetzgau zu locken.

### Sport

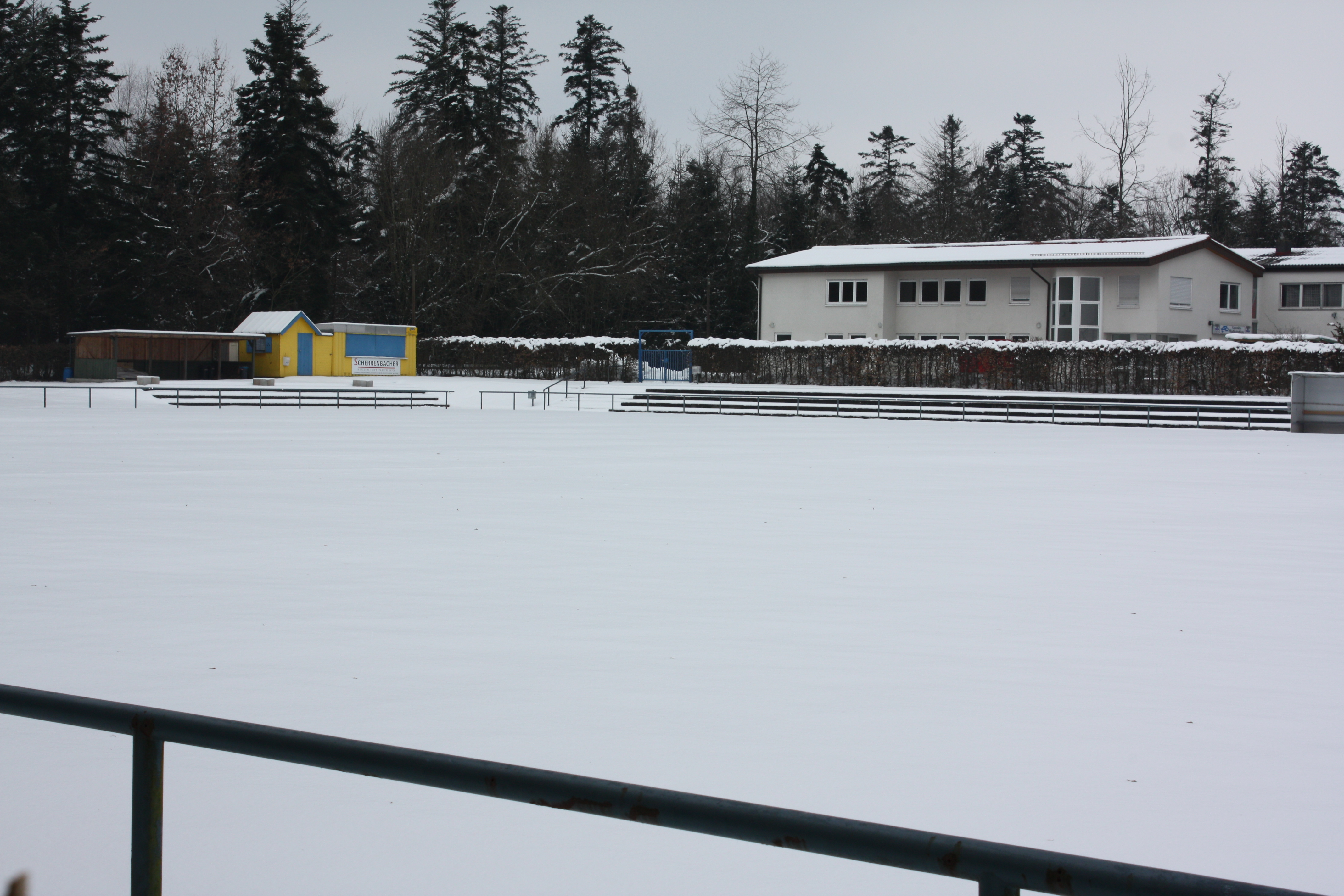
Das „Waldstadion“ im Laichle, rechts die Geschäftsstelle des TSB

Bekannt wurde Wetzgau in sportlicher Hinsicht durch den TV Wetzgau, der in den Sportarten Kunstturnen, Karate und Gewichtheben überregional bis international erfolgreich ist. Wetzgau beherbergt deren Turnhalle, das Waldstadion und eine Miniramp für Skateboarder hinter dem Stadion.
Die Fußballmannschaft des 1955 gegründeten SV Rehnenhofs spielte zeitweise in der drittklassigen Amateurliga Nordwürttemberg und fusionierte 1981 mit der Turn- und Sportgemeinde Schwäbisch Gmünd zum TSB Schwäbisch Gmünd, dem nach Mitgliedern größten Verein der Stadt.
Ferner haben ein Kleintierzuchtverein und ein Gesangverein ihr Zuhause in Rehnenhof.